# Жансак-де-Булонь
Жанса́к-де-Було́нь (фр. Gensac-de-Boulogne, окс. Gençac de Bolonha) — коммуна во Франции, находится в регионе Юг — Пиренеи. Департамент — Верхняя Гаронна. Входит в состав кантона Булонь-сюр-Жес. Округ коммуны — Сен-Годенс.
Код INSEE коммуны — 31218.

## География

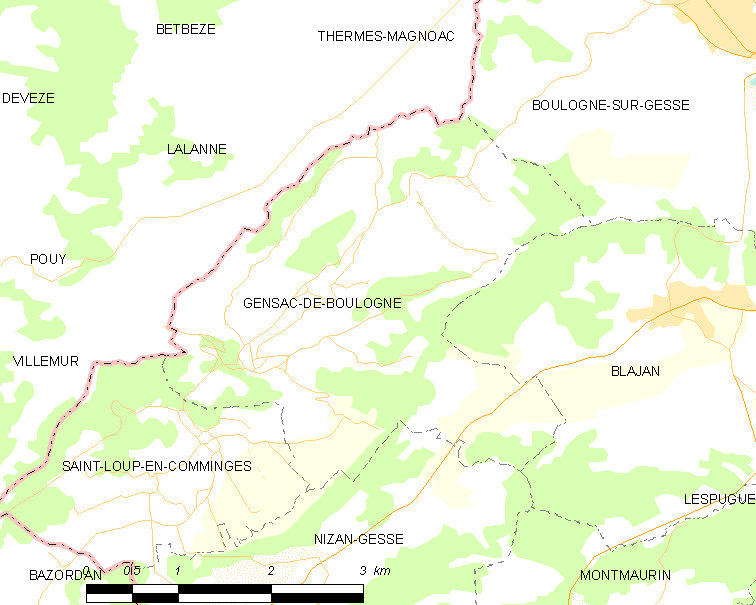
Карта коммуны

Коммуна расположена приблизительно в 640 км к югу от Парижа, в 80 км к юго-западу от Тулузы.
По территории коммуны протекают реки Жес и Жимон.

## Климат
Климат умеренно-океанический. Зима мягкая и снежная, весна характеризуется сильными дождями и грозами, лето сухое и жаркое, осень солнечная. Преобладают сильные юго-восточные и северо-западные ветры.

## Население
Население коммуны на 2010 год составляло 102 человека.
| 1962 | 1968 | 1975 | 1982 | 1990 | 1999 | 2010 |
| ---- | ---- | ---- | ---- | ---- | ---- | ---- |
| 196  | 172  | 147  | 122  | 117  | 141  | 102  |

## Экономика
В 2010 году среди 60 человек трудоспособного возраста (15—64 лет) 38 были экономически активными, 22 — неактивными (показатель активности — 63,3 %, в 1999 году было 67,1 %). Из 38 активных жителей работали 37 человек (20 мужчин и 17 женщин), безработной была 1 женщина. Среди 22 неактивных 7 человек были учениками или студентами, 10 — пенсионерами, 5 были неактивными по другим причинам.